# Pierre Richard-Willm
Pierre Richard-Willm (* 3. November 1895 als Alexandre Pierre Richard in Bayonne; † 12. April 1983 in Paris) war ein französischer Schauspieler in Rollen eleganter, romantischer Liebhaber und Herzensbrecher, Abenteurer und Helden: ein Matinee-Idol und Frauenschwarm im Unterhaltungsfilm der 1930er und 1940er Jahre.

## Leben und Wirken
Der aus dem westfranzösischen Bayonne stammende Alexandre Pierre Richard unternahm seine ersten schauspielerischen Schritte im Alter von 16 Jahren am ‘Le Théâtre du Peuple’ im Vogesenstädtchen Bussang, dem er sein Leben lang treu bleiben sollte.
1930 wurde der attraktive Schauspieler für den Film entdeckt und entwickelte sich unter dem Pseudonym Pierre Richard-Willm zum populären Leinwandidol in Rollen treuherziger, nonchalanter Galane und nobler, feingeistiger Edelmänner aller Arten. Ohne von der Kritik unbedingt als Ausnahmetalent gefeiert zu werden, rissen sich Frankreichs führende Vorkriegsregisseure – Alberto Cavalcanti, Pierre Billon, Marc Allégret, Marcel L’Herbier, Fedor Ozep, Julien Duvivier und Max Ophüls – um den begehrten Kassenmagneten. Auch deren in Berlin beheimateten Kollegen Robert Siodmak, Reinhold Schünzel, Carl Lamac und Géza von Bolváry holten ihn für ihre Inszenierungen und besetzten ihn als Star der französischen Fassungen ihrer Werke.
Pierre Richard-Willm verkörperte in seiner Glanzzeit (1934 bis 1946) eine Reihe von Heroen, aber auch sensible Träumer und tapfere Einzelkämpfer und Rächer. So sah man ihn unter anderem als Goethes Werther, als Edmond Dantès (den Grafen von Monte Christo) und als Komponisten Franz Liszt.
1946 setzte Pierre Richard-Willm seiner Filmkarriere abrupt ein Ende. Trotz zahlreicher Versuche der Produzenten, ihn erneut für die Arbeit vor der Kamera zu gewinnen, blieb Richard-Willm eisern: seine verbleibenden Jahrzehnte wollte er sich ausschließlich der Bühne widmen. Er kehrte nach Bussang zurück und blieb bis zuletzt dem „Le Théâtre du Peuple“ treu, für das er nunmehr auch als Kostümier und Szenenbildner tätig wurde.

## Filmografie
| - 1930: Toute sa vie - 1930: Les vacances du diable - 1931: Un soir au front - 1931: Autour une enquête - 1931: Le petit écart - 1932: Sous le casque - 1932: Les amours de Pergolèse - 1932: Kiki - 1932: Baby - 1933: La fille du régiment - 1933: Pour être aimé - 1933: Der Falschspieler (L’Épervier) - 1933: Fanatisme - 1934: Die letzte Etappe (Le Grand Jeu) - 1934: La maison dans la dune - 1934: Natascha (Les nuits moscovites) - 1934: Le prince Jean - 1935: Barcarolle d’amour - 1935: Stradivarius | - 1935: Unter falschen Verdacht (La route impériale) - 1936: Anne-Marie - 1936: L’argent - 1936: Courrier-Sud - 1936: Au service du tsar - 1937: Spiel der Erinnerung (Un carnet de bal) - 1937: Yoshiwara - 1937: La dame de Malacca - 1937: Rasputin – Dämon des Zaren (La tragédie impériale) - 1937: Rivalin der Zarin (Tarakanova) - 1938: Werther (Le Roman de Werther) - 1938: Entente Cordiale - 1939: Das Gesetz des Nordens (La loi du nord) - 1941: Les jours heureux - 1942: La duchesse de Langeais - 1942: La croisée des chemins - 1943: Der Graf von Monte Christo (Le comte de Monte-Cristo) - 1944: Gespielin der Finsternis (La fiancée des ténèbres) - 1946: Liebesträume (Rêves d’amour) - 1946: Le beau voyage |